# Brazo Yaguarí

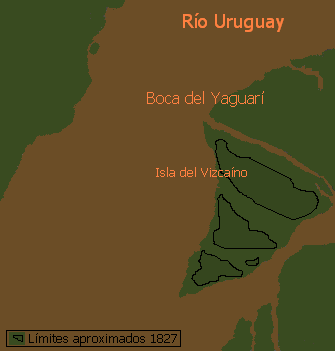
Arroyo Yaguarí.

Yaguarí (del guaraní: nutria) (33°21′38″S 58°25′07″O / -33.36056, -58.41861) es el nombre del brazo norte de la desembocadura del río Negro en el río Uruguay en la República Oriental del Uruguay.

## Historia
Antiguamente recibía también el nombre de arroyo del Vizcaíno. Al sur se encuentra la isla de Lobos. Esta última en el siglo XIX se encontraba dividida en varios islotes, el mayor de los cuales, al norte, se denominaba isla del Vizcaíno.
Al sur, sobre el Uruguay, se encuentra la población de Santo Domingo Soriano, la más antigua hoy existente del Uruguay. El primitivo asentamiento se encontraba en la isla del Vizcaíno, pero ante las continuas inundaciones y ataques de los charrúas, la población se trasladó en 1680 a la costa del actual territorio argentino. En 1708 el poblado se instaló en su emplazamiento actual.
En el Yaguarí, durante la guerra del Brasil, se produjo un enfrentamiento el 29 de diciembre de 1826 entre la escuadra argentina al mando del almirante Guillermo Brown y la Tercera División Imperial brasilera al mando de Sena Pereira. La escuadra imperial se refugió en el Yaguarí donde la alcanzó la argentina. Brown envió como parlamentario al comandante de la goleta Sarandí, John Halstead Coe, intimando su rendición, pero Sena Pereira lo tomó prisionero, por lo que dio inicio al combate. Dada la falta de viento y la estrechez del canal que impedía maniobrar adecuadamente, la acción, que se extendió al día 30 de diciembre, no pasó de una escaramuza.
Impedido de acceder al estrecho canal, Brown se retiró al sur hacia punta Gorda para esperar a los brasileros. Previamente desembarcó un destacamento en la isla del Vizcaíno para eliminar el ganado y envió instrucciones a la milicia de Santo Domingo de Soriano para que obstaculizara el abastecimiento de los brasileros. Estos últimos se retiraron hacia el norte, hasta Concepción del Uruguay (entonces llamada también Arroyo de la China), donde consiguieron alimentos. 
El enfrentamiento fue el inicio de las operaciones que culminarían en la gran victoria republicana en la batalla de Juncal.

## Reducciones
Existieron además dos reducciones indígenas que llevaron el nombre de Yaguarí, una de las cuales fue el antecedente de la ciudad de Gualeguaychú (o Yaguarí Guazú); y otra cuya ubicación inicial es disputada, pero que luego se ubicó sobre el brazo Yaguarí y posteriormente dio origen a la ciudad de Santo Domingo Soriano (Yaguarí Miní).
En 1662, el dominico Antonio Suárez (o Juárez) estableció la reducción de Yaguarí Miní en la zona de Puerto Landa sobre el arroyo Malo, departamento Gualeguaychú (provincia de Entre Ríos, Argentina) (disputado por historiadores uruguayos que la sitúan en una isla de ese nombre cerca de la del Vizcaíno), con doscientos indígenas de la zona y otros provenientes de la reducción de Santiago de Baradero que habían huido de la viruela en 1651. En 1689 el corregidor de Soriano, Juan de Brito y Alderete, llevó 300 chanás y charrúas a esa reducción y a la de Yaguarí Guazú ubicada sobre el río Gualeguaychú hasta 1715. El capitán Pedro Millán entre 1683 y 1685, trasladó la reducción de Yaguarí Miní a la isla del Vizcaíno.